# Разговоры во сне
Разговоры во сне или сноговорение — это парасомническое расстройство, которое характеризуется разговором вслух во время сна, начиная от простых бормочущих звуков до громких криков и длинных, часто нечленораздельных речей. Может происходить много раз в течение цикла сна.
Это также может происходить при эпизоде сонного паралича, во время которого слова, сказанные во сне, произносятся вслух. В зависимости от частоты, это может считаться или не считаться патологией.
Сноговорение в детском возрасте встречается значительно чаще, чем во взрослом. Так, в категории «часто или каждую ночь» сноговорение встречается у 5—20 % детей и у 1—5% взрослых в общей популяции.
Сам по себе разговор во сне обычно безвреден; однако, он может разбудить других и вызвать их испуг, особенно когда наблюдатель неверно истолковывает их как сознательную речь. Если разговоры во сне эмоциональны или оскорбительны, это может быть признаком другого нарушения сна. Сноговорение может контролироваться партнёром или с помощью устройства записи звука; устройства, которые остаются бездействующими до обнаружения звуковой волны, идеально подходят для этой цели. Полисомнография (запись сна) показывает эпизоды разговоров во сне, которые могут произойти на любой стадии сна.